# 狼尾草孢堆黑粉菌
狼尾草孢堆黑粉菌（学名：Sporisorium pamparum）是属于黑粉菌目黑粉菌科孢堆黑粉菌属的一种真菌，寄生在狼尾草属植物上。该种分布于中国、日本、越南、巴基斯坦、美国、墨西哥、巴西、智利、阿根廷、乌拉圭等地。